# María Pávlova
María Vasílievna Pávlova (en ruso: Мария Васильевна Павлова; de soltera Gortynskaia (Гортынская); 26 de junio de 1854- 23 de diciembre de 1938) fue una paleontóloga rusa conocida por su investigación de mamíferos fósiles ungulados y sus esfuerzos para establecer el Museo de Paleontología en la Universidad Estatal de Moscú.

## Primeros años
María Vasílievna Gortynskaia nació en Kozelets, Ucrania en 1854. Fue educada en casa hasta 1865 y luego en el Instituto de Doncellas Nobles de Kiev hasta 1870. Su esposo Illich-Shishatskaya murió poco después de su casimiento, y ella se mudó a París para estudiar en 1880. Estudió una serie de materias de historia natural y realizó investigaciones en el Museo Nacional de Historia Natural con el profesor Albert Gaudry en París. Luego de graduarse de la Sorbona en 1884, regresó a Rusia y se casó con el geólogo y paleontólogo Alekséi Petrovich Pávlov, a quien había conocido en París.

## Carrera
Pávlova inicialmente estudió las colecciones geológicas del Museo en la Universidad Estatal de Moscú, trabajando ad honorem. Pasó de enviar artículos sobre amonites del Cretácico temprano de la región del Volga a realizar investigaciones sobre mamíferos terciarios. Estudió su evolución utilizando datos recopilados de Rusia, Europa Occidental y América. Su trabajo llegó a una audiencia internacional. Estudió mamíferos ungulados y proboscideos. En 1894 trabajó en mastodontes rusos.
En 1897, Pávlova fue una de las dos únicas mujeres invitadas a unirse al Comité Organizador y presentaciones del Congreso Geológico Internacional (CIG) celebrado por primera vez en San Petersburgo, Rusia. Publicó Fossil Elephants en 1899. Su extenso trabajo en la descripción y rastreo de las líneas genéticas de muchos mamíferos grandes, basado en colecciones en el Museo Paleontológico de la Universidad Estatal de Moscú, llevó al museo a ser nombrado por ella y su esposo en 1926, en reconocimiento a su investigación.
Pávlova fue nombrada profesora en la Universidad Estatal de Moscú en 1919.
Pávlova realizó su última expedición geológica en 1931, a la ciudad de Khvalynsk .
María Vasílievna Pávlova murió el 23 de diciembre de 1938 en Moscú. Fue enterrada en el cementerio de Novodevichiy.

## Membresía profesional
Pávlova fue miembro de muchas organizaciones científicas rusas, entre ellas:
- Sociedad de Naturalistas de Moscú
- Miembro de Honor de la Sociedad Mineralógica (Miembro de Honor)
- Sociedad de Moscú de Aficionados a las Ciencias Naturales, Antropología y Etnografía
- Sociedad Geográfica Rusa
- Sociedad Uraliana de Aficionados a las Ciencias Naturales
- Sociedad de Naturalistas de Novorossiysk
- Sociedad minera rusa
- La Academia de Ciencias de la URSS (miembro honorario)